# トラストいかねぇ
『トラストいかねぇ』は、松居大悟が作・演出を手がけた日本の舞台作品。主演は関ジャニ∞の安田章大。

## 公演情報
東京公演
2011年7月9日 - 8月1日：東京グローブ座
大阪公演
2011年8月4日 - 8月7日：シアター・ドラマシティ

## キャスト
- 野森正：安田章大
- 紗江：高梨臨
- リンボク：駒木根隆介
- ケミー：町田マリー
- ペペ：加藤啓
- 藤丸：川島潤哉
- 宮田：玉置孝匡
- 湯吉：三上市朗

## スタッフ
- 作・演出：松居大悟
- 美術：原田愛
- 照明：佐藤啓
- 音響：藤森直樹
- 映像：大見康裕
- 衣裳：ゴウダアツコ
- 演出助手：松倉良子
- 舞台監督：川除学＋至福団
- 宣伝美術：永瀬祐一
- 宣伝カメラマン：廣田美緒
- 宣伝スタイリスト：石橋瑞枝
- 宣伝へアメイク：山﨑陽子、坂部めぐみ
- 宣伝PR：ディップス・プラネット
- 制作助手：武藤香織、嶋田聖奈
- 制作：時田曜子
- キャスティング：明石直弓
- プロデューサー：山下秀樹、伊藤達哉
- エグゼクティブプロデューサー：藤島ジュリーK.
- 主催・企画製作：東京グローブ座
- 制作協力：ゴーチ・ブラザーズ